# Ніколаєвка (селище, Бугурусланський район)
Нікола́євка (рос. Николаевка) — селище у складі Бугурусланського району Оренбурзької області, Росія.

## Населення
Населення — 10 осіб (2010; 19 у 2002).
Національний склад (станом на 2002 рік):
- росіяни — 95 %